# Quercus runcinatifolia
Quercus runcinatifolia är en bokväxtart som beskrevs av William Trelease och Cornelius Herman Müller. Quercus runcinatifolia ingår i släktet ekar, och familjen bokväxter. Inga underarter finns listade i Catalogue of Life.